# Pinochia
Pinochia es un género de fanerógamas de la familia Apocynaceae. Contiene cuatro especies.

## Taxonomía
El género  fue descrito por M.E.Endress & B.F.Hansen   y publicado en Edinburgh Journal of Botany 64(2): 270–274, f. 1. 2007. La especie tipo es: Pinochia corymbosa (Jacq.) M.E.Endress & B.F.Hansen

## Especies aceptadas
A continuación se brinda un listado de las especies del género Pinochia aceptadas hasta octubre de 2013, ordenadas alfabéticamente. Para cada una se indica el nombre binomial seguido del autor, abreviado según las convenciones y usos. 
- Pinochia corymbosa (Jacq.) M.E.Endress & B.F.Hansen - bejuco prieto de Cuba[3]
- Pinochia floribunda (Sw.) M.E.Endress & B.F.Hansen
- Pinochia monteverdensis (J.F.Morales) M.E.Endress & B.F.Hansen
- Pinochia peninsularis (Woodson) M.E.Endress & B.F.Hansen